# مسجد شهيدي
مسجد شهيدي هو مسجد تاريخي يعود إلى عصر القاجاريون، ويقع في تبريز.